# Lira sammarinese
La lira sammarinese era la valuta ufficiale della Repubblica di San Marino dal 1865 fino all'introduzione dell'euro nel 2002. Aveva valore pari alla lira italiana.
A San Marino avevano valore legale anche la lira italiana e la lira vaticana. Le monete sammarinesi erano coniate a Roma ed avevano valore in tutta Italia e nella Città del Vaticano.
San Marino, pur non facendo parte dell'Unione europea, proprio in forza degli accordi finanziari con l'Italia, passò all'euro nel 2002. Lo stato pertanto può coniare una propria serie di monete in euro.

## Monete
Inizialmente furono coniate le monete nei valori di 1, 2, 5, 10, 20, 50, 100 lire. A partire dal 1978 si aggiunge la moneta da 200 lire e dal 1982 quella da 500 lire bimetallica. Il tema di queste ultime fu diverso ogni anno:
- 1982 F.A.O.
- 1983 La minaccia atomica
- 1984 Albert Einstein
- 1985 La liberazione dalla droga
- 1986 Figura umana con macchina
- 1987 Le tre rocche stilizzate
- 1988 Il castello della città di San Marino
- 1989 San Marino diacono
- 1990 La colomba della pace
- 1991 Terra ospitale 1944
- 1992 Cinquecentenario della scoperta dell'America
- 1993 Adveniat regnum viri
- 1994 Libertas
- 1995 Cinquantesimo anniversario della F.A.O.
- 1996 Georg Wilhelm Friedrich Hegel
- 1997 La musica
- 1998 La Geologia e Chimica
- 1999 Il cielo
- 2000 Il lavoro
- 2001 L'amore

Nel 1997 fu coniata l'ultima moneta in lire sammarinesi, quella da 1000 lire bimetallica.